# Grönörad barbett
Grönörad barbett (Psilopogon faiostrictus) är en sydostasiatisk fågel i familjen asiatiska barbetter inom ordningen hackspettartade fåglar.

## Utseende och läte
Grönörad barbett är en 24,5-27 cm lång knubbig fågel med kort hals, stort huvud och kort stjärt. Den adulta fågeln har vitstreckat brunt huvud och bröst, gröna örontäckare, mestadels mörk näbb och grönstreckat gul buk. Resten av fjäderdräkten är grön. Den liknande närbesläktade arten streckad barbett är större, saknar den gröna öronfläcken, har ljusare näbb och gul ögonring. Hanens sång är ett upprepat högljutt took-a-prruk. Ett annat läte är ett mjukare pooouk.

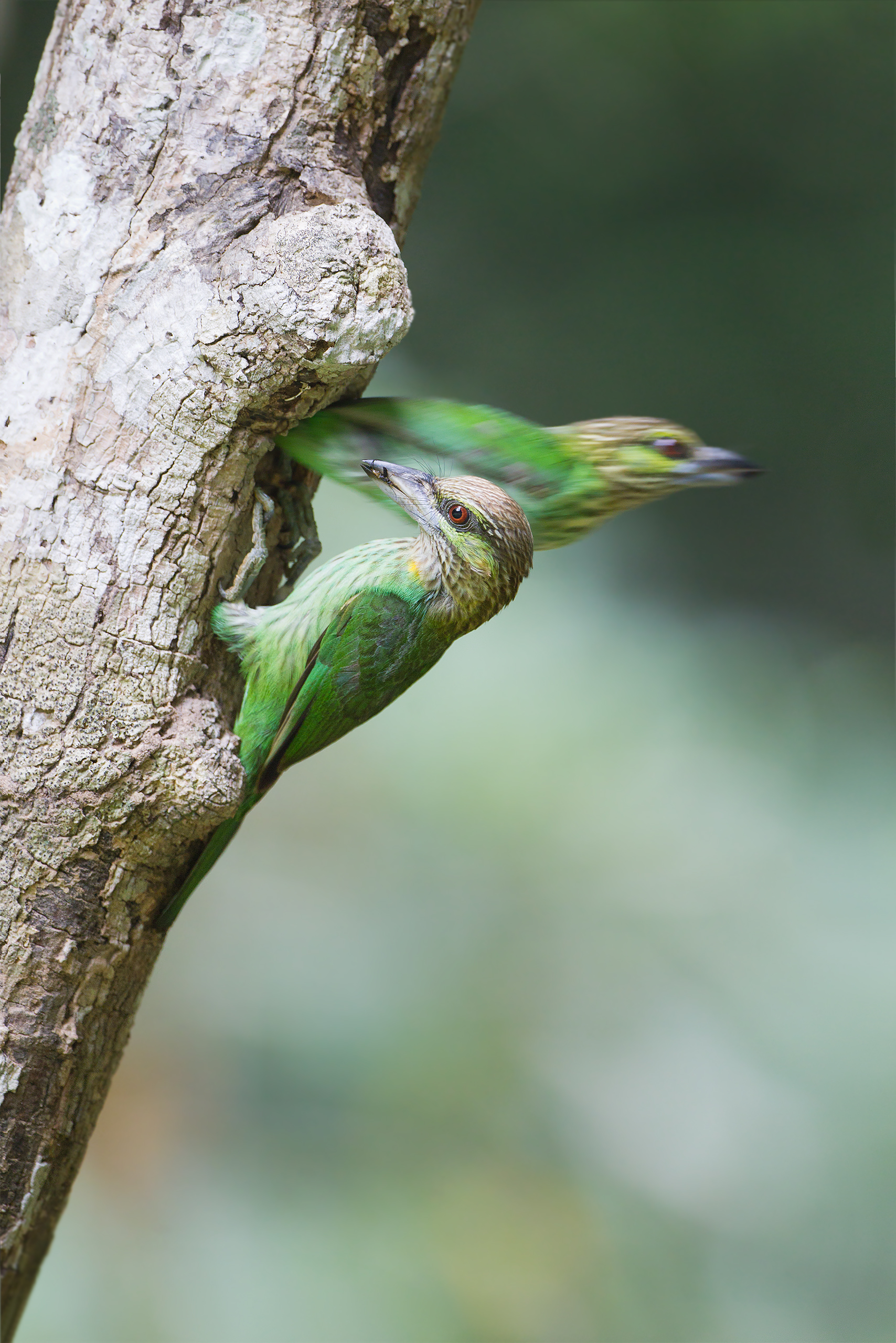

## Utbredning och systematik
Grönörad barbett är stannfågel i Sydostasien och delas in i två underarter med följande utbredning:
- Psilopogon faiostrictus praetermissus – förekommer i norra Thailand, Laos, norra Vietnam och södra Kina
- Psilopogon faiostrictus faiostrictus - förekommer i centrala och södra Thailand, Kambodja och södra Vietnam

### Släktestillhörighet
Arten placerades tidigare liksom de allra flesta asiatiska barbetter i släktet Megalaima, men DNA-studier visar att eldtofsbarbetten (Psilopogon pyrolophus) är en del av Megalaima. Eftersom Psilopogon har prioritet före Megalaima, det vill säga namngavs före, inkluderas numera det senare släktet i det förra.

## Levnadssätt
Grönörad barbett förekommer i städsegrön lövskog, men även öppet skogslandskap, upp till 900 meters höjd. Den lever av bär, fikon eller frukter från Trema och Eugenia. Liksom andra barbetter häckar den i trädhål, mellan februari och juli, och lägger två ägg.

## Status och hot
Arten har ett stort utbredningsområde och en stor population med stabil utveckling och tros inte vara utsatt för något substantiellt hot. Utifrån dessa kriterier kategoriserar internationella naturvårdsunionen IUCN arten som livskraftig (LC). Världspopulationen har inte uppskattats men den beskrivs som alltifrån vanlig till sällsynt.